# Paloma buchona

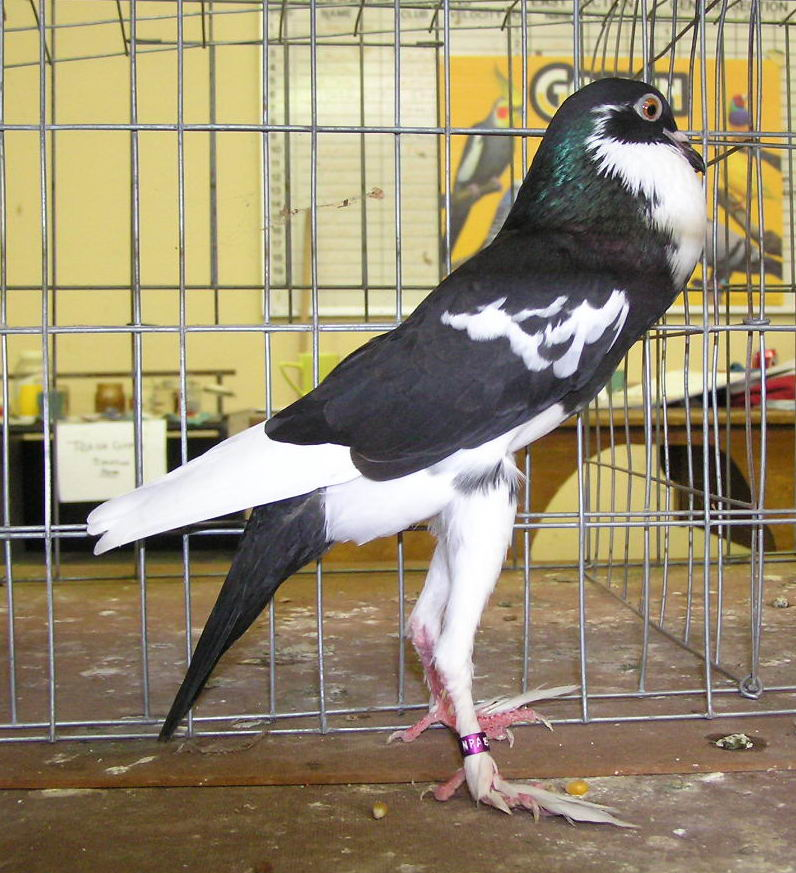
Un buchón pigmeo

Las palomas Buchona o Cropper son variedades domesticadas de la paloma bravía, Columba livia, caracterizadas por un buche inflable de gran tamaño. Son criadas como razas ornamentales o elegantes, valoradas por su apariencia inusual. Existen muchas variedades de buchones, aunque lo poco que tienen en común es el buche inflable de gran tamaño. Se desconoce el origen del grupo racial, pero los buchones se crían en Europa desde hace al menos 400 años.

## Variedades comunes
- Buchón de Pouter
- Cosechadora holandesa
- Recortadora Elster
- Buchón inglés
- Buchón Gaditano
- Recortadora de Gante
- Buchón Granadino
- Recortadora Holle
- Buchón Jinete Ladrón
- Buchón Marchenero
- Cosechadora de Norwich
- Antigua cosechadora alemana
- Buchón pigmeo
- Buchón de Pomerania
- Buchón de ala inversa
- Recortador de escudo de Voorburg